# Ponte Lambro
Ponte Lambro es una localidad y comune italiana de la provincia de Como, región de Lombardía, con 4.426 habitantes.

## Evolución demográfica
| Gráfica de evolución demográfica de Ponte Lambro entre 1861 y 2001 |
|                                                                    |
| Fuente ISTAT - elaboración gráfica de Wikipedia                    |